# Nyctiophylax morsei
Nyctiophylax morsei är en nattsländeart som beskrevs av Lago och Harris 1983. Nyctiophylax morsei ingår i släktet Nyctiophylax och familjen fångstnätnattsländor. Inga underarter finns listade i Catalogue of Life.